# 米涅维尔
米涅维尔（法語：Mignéville，法語發音：[miɲevil]）是法国默尔特-摩泽尔省的一个市镇，属于吕内维尔区。

## 地理
米涅维尔（48°31'58"N, 6°46'46"E）面积6.44 平方千米，位于法国大東部大區默尔特-摩泽尔省，该省份为法国东北部内陆省份，是洛林的一部分，北邻比利时、卢森堡，北起顺时针与摩泽尔省、下莱茵省、孚日省和默兹省接壤。
与米涅维尔接壤的市镇（或旧市镇、城区）包括：昂塞尔维莱、沃祖兹河畔多梅夫尔、埃尔贝维莱、蒙蒂尼、佩通维尔、勒埃雷、瓦克桑维尔。

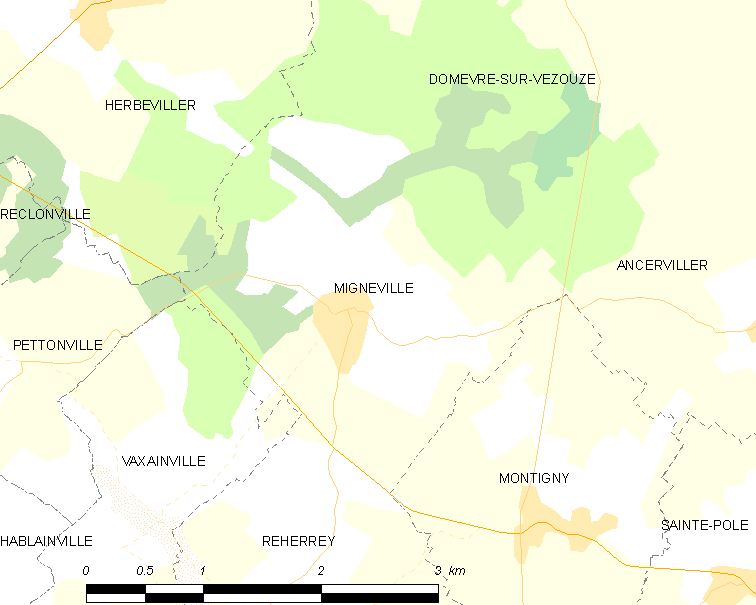
米涅维尔的OSM定位图

米涅维尔的时区为UTC+01:00、UTC+02:00（夏令时）。

## 行政
米涅维尔的邮政编码为54540，INSEE市镇编码为54368。

## 政治
米涅维尔所属的省级选区为巴卡拉县。

## 人口

1962-2008年间米涅维尔人口变化图示

米涅维尔于2022年1月1日时的人口数量为173人。